# Darejan Imeretská
Princezna Darejan (nebo také Darija) Imeretská (gruzínsky დარეჯანი; rusky Дарья Арчиловна Darja Archilovna) byla gruzínská princezna.
Narodila se nejspíše roku 1670. Byla dcerou Archila Imeretského, krále východní Gruzie, a jeho manželky Ketevan z Kakheti. V 80. letech 17. století následovala své rodiče a bratry do exilu v Rusku, kde prožila osamělý život. Většinu času trávila na rodinném panství Všekšvjatskoje v Moskvě, kde se věnovala místním charitám.

## Zasnoubení
V útlém věku 7 let byla princezna zasnoubena s princem Manucharem, synem Levana III. Dadianiho, prince z Megrelie. Při této příležitosti se Manuchar vypravil ke dvoru Darejanina dědečka, krále Vakhtanga V. z Kartli. Sňatek ale nebylo možné uzavřít, protože Megrelané chlapce po cestě unesli a vrátili zpátky k otci. Tuto akci omluvili tím, že se doslechli, že chce Vakhtang V. chlapce po příjezdu zajmout a poslat jako rukojmí do, v té době znepřátelené, Persie. 

## Život v Rusku
Když si Ruské impérium podmanilo Gruzii, Archil Imeretský se s rodinou přestěhoval v roce 1684 do Ruska. Usadili se v Moskvě. Ovšem až v roce 1699 se Archil Imeretský definitivně všech nároků na korunu. Za tento ústupek byla rodině dána do správy od Ruského impéria obec Všekšvjatskoje (součást dnešního sokolského rajonu).

Po smrti Archila Imeretského zdědil rodinné majetky jeho syn princ Alexandr, velitel dělostřelectva ruské armády, ovšem ten zemřel mladý v roce 1711 ve švédském zajetí. A tak se stala správkyní nového rodinného panství princezna Darejan.

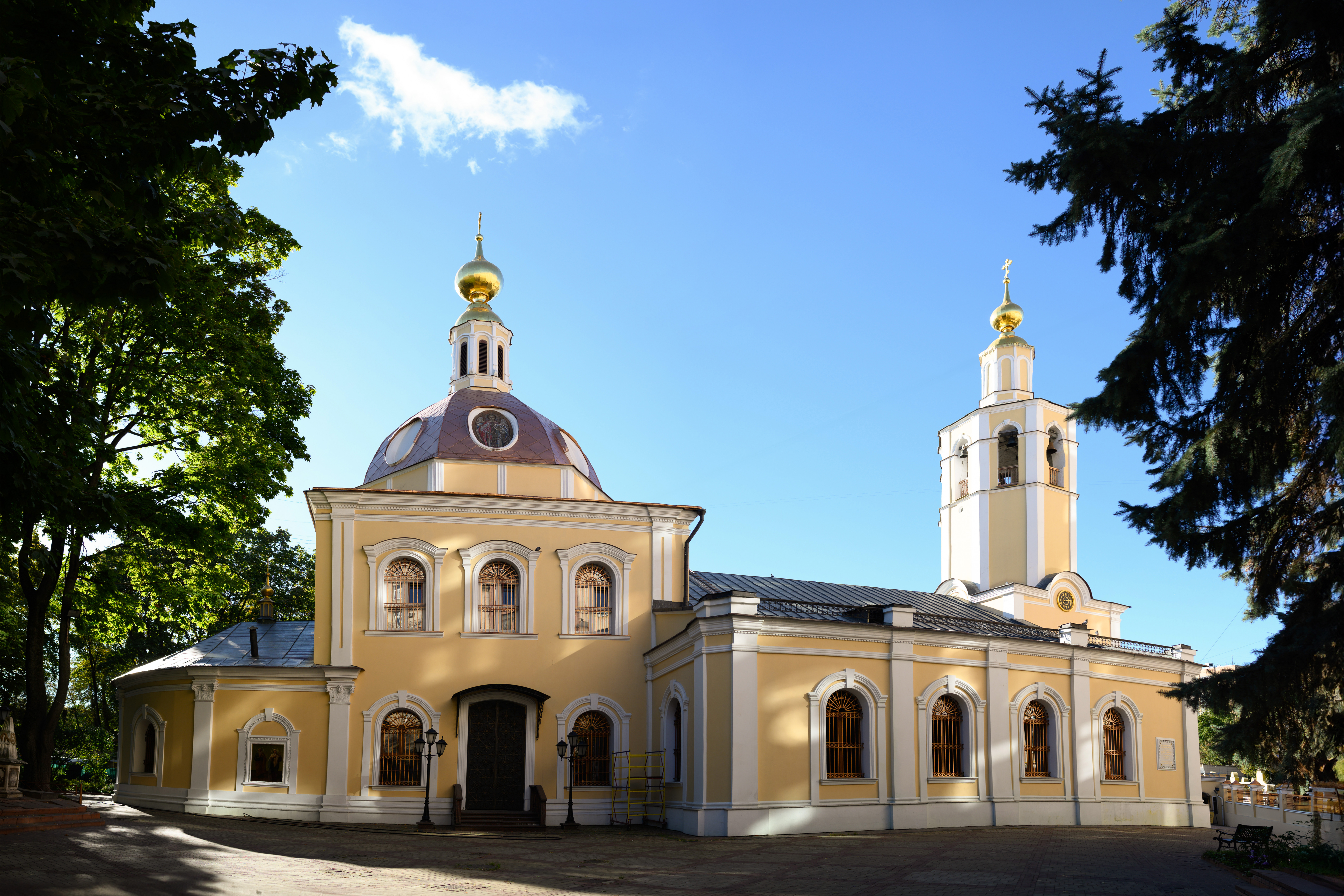
Kostel Všech svatých, kde je princezna Darejan pohřbena

Princezna zde strávila většinu svého života a proměnila ho v gruzínskou emigrantskou kolonii. Na jejích pozemcích pobývala (a nakonec na spalničky zemřela) velkovévodkyně Natálie Alexejevna Ruská a Anna Ivanovna se tam připravovala na svůj majestátní příjezd do Moskvy po svém zvolení ruskou císařovnou v roce 1730.
Vyhýbala se dvorskému životu a dokonce v roce 1722 odmítla pozvání Petra Velikého k oslavám uzavření dohody se Švédskem. Přesto ve 20. letech 18. století hrála významnou roli v diplomacii mezi svým bratrancem Vakhtangem VI z Kartli a ruskou vládou.
V letech 1733 až 1736 sponzorovala stavbu kostela Všech svatých ve Všekšvjatskoji.
Princezna Darejan se nikdy nevdala a neměla děti. Zemřela 6. října roku 1740 a byla pohřben v donském klášteře v Kostele Všech svatých.